# Кам'янець-Подільський (станція)
Кам'янець-Подільський — вантажна залізнична станція 2-го класу Жмеринської дирекції Південно-Західної залізниці на неелектрифікованій лінії Гречани — Ларга. Розташована в однойменному місті Хмельницької області.

## Історія
Станція відкрита у 1914 року, в ході будівництва залізничної лінії Гречани — Ларга.
На початку XX століття Російська імперія спільно з Румунією та Австро-Угорщиною започаткували амбітний інфраструктурний проєкт з піднесеною назвою «Слов'янський шлях». Планувалося сполучити залізницею порти Адріатичного моря з Санкт-Петербургом.
За проєктом передбачалося прокласти залізницю від Кам'янця-Подільського вокзалу до станції Іване-Пустого, що мала сполучити адміністративний центр Поділля зі Львовом.
Перша світова війна не зупинила будівництво, a навпаки — пришвидшила. На початку літа 1917 року лінія до станції Іване-Пусте була майже збудована.
В селі Панівці навіть встигли виконати найскладнішу частину проєкту — був зведений віадук й височезні пілони-опори. Залишалося лише встановити сталеві прогони. Цей етап, швидше за все, завершили вже 1916 року, проте, з приходом радянської влади даний проєкт було визначено не доцільним з міркувань безпеки, так як залізниця могла використовуватись у військових цілях для переміщення військ противників радянщини.
У 1920 році на станції Кам'янець-Подільський перебував Симон Петлюри.

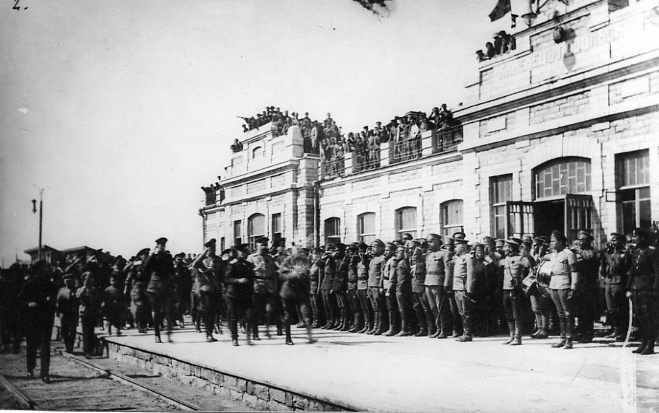
Зустріч політичного діяча Олександра Керенського на залізничному вокзалі (1917)
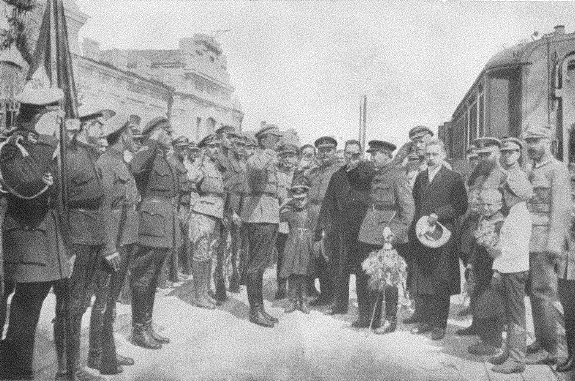
Зустріч політичного діяча Симона Петлюри в Кам'янці-Подільському (1920)

З вокзалу міста Кам'янець-Подільський Українська республіканська капела під керівництвом Олександра Кошиця вирушала у світове турне. Завдяки капелі Олександра Кошиця «Щедрик» став візитівкою України. Артисти готувалися до світового турне саме у Кам'янці-Подільському. З 14 лютого по 24 березня 1919 року хор перебував у місті, де було набрано більшість хористів, які проходили репетиції та навчання французькою мовою. У травні 1919 року, під час закордонних гастролей капели, відбулася європейська прем'єра славнозвісного «Щедрика» в Національному театрі Праги. Тоді капела викликала міжнародний резонанс і забезпечила політичну в пізнаваність УНР.
У 2021 році на будівлі залізничного вокзалу відкрита меморіальна дошка на честь капели, яка нагадує про те, що саме з цього місця хор колись вирушив у світове турне, де й прославив український твір «Щедрик» композитор Миколи Леонтовича, який саме навчався у Подільській духовній семінарії Кам'янця-Подільського та вивчав теорію музики та хоровий спів, опановував скрипку, фортепіано, деякі духові інструменти та почав обробляти народні мелодії.

## Проєкт розвитку залізниці

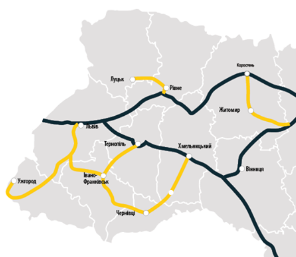
Схема розвитку швидкісної залізниці (жовтим кольором), за цим планом колія пролягала б саме через Кам'янець-Подільський

У 2021 році на форумі «Україна 30. Інфраструктура» обговорювалась можливість будівництва залізничниці з Кам'янець-Подільського до Хотина та далі до Чернівців (завдожки близько 50 км). Історія цього питання порушувалась ще з 1994 року, колія від Кам'янець-Подільського до Чернівців через Хотин надала б можливість розвинути вантажні перевезення у напрямку Румунії, реалізувати синергію туристичного потенціалу цих трьох міст та Українських Карпат. До того ж, її будівництво скоротило б час поїздки з Києва до Чернівців майже удвічі, поїзди не прямували б територією Молдови. Також було заявлено про плани модернізації наявної частини залізничних колій  між Кам'янцем-Подільським та Хмельницьким
Підготовка проєкту до реалізації мала б зайняти 1-2 роки. Орієнтовна вартість будівництва передбачалася ~300 млн  $.
Реалізація старого інфраструктурного проєкту «Слов'янський шлях» 1914 року у теперішній час могла б оживити лінію та надати новий поштовх розвитку сполучень для станцій Кам'янець-Подільський та Іване-Пусте.
За керування тодішнього Міністра транспорту та зв'язку Георгія Кірпи передачалося будівництво залізничної колії від Новодністровська, пролягала б територією України до станції Могилів-Подільський, що дозволило б пришвидшити та покращити сполучення станції Кам'янець-Подільський зі столицею країни.

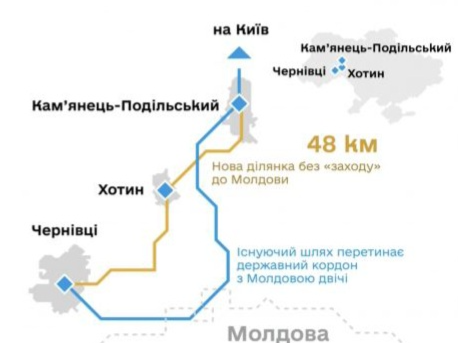
Проєкт нової залізничної ділянки, що поєднає Чернівці з Кам'янець-Подільським

Олександр Кава поділився думками, які напрямки та ділянки залізниці могли б отримати розвиток у осяжній перспективі. Так, за його словами, необхідно вирішувати проблему сполучення зі Чернівцями, цей обласний центр має одне з найгірших сполученнь з регіонами, також, модернізація та побудова цієї гілки це безпечний альтернативний шлях сполучити залізницею центр та північ країни з кордоном ЄС та країнами півдня Європи. Необхідно повернутися до реалізації проєкту будівництва лінії від Кам'янця-Подільського через Хотин до Чернівців.

## Пасажирське сполучення
Приміське сполучення здійснюється за напрямком Ларга — Кам'янець-Подільський — Гречани / Хмельницький. Наразі станція Ларга є кінцевою для приміських поїздів. Між Кам'янцем-Подільським та Хмельницьким розташована станція Ярмолинці, з якої раніше курсували дизель-поїзди до станції Гусятин.
На східній околиці Хмельницького, на станції Гречани, здійснюється узгоджена пересадка з приміських дизель-поїздів з Кам'яеця-Подільського на електропоїзди сполученням Гречани — Жмеринка, тож якщо придбати квиток з Кам'янця-Подільського до потрібної станції, то є можливість потрапити на Хмельницький речовий ринок, вокзал станції Хмельницький та зупинний пункт Ракове за майже ту ж ціну, що й до станції Гречани.
Від станції Гречани існує можливість пересадки на приміські поїзди Гречани — Жмеринка та Хмельницький — Підволочиськ.
Наразі від/до станції курсує щоденно єдиний нічний швидкий поїзд № 140/139 сполученням Кам'янець-Подільський — Київ. В складі поїзда курсують вагони безпересадкового сполучення Кам'янець-Подільський — Ужгород.
Раніше курсували поїзди:
- «Подільський експрес» № 770/769 сполученням Кам'янець-Подільський — Київ (денний прискорений, курсував щоденно);
- нічний швидкий поїзд «Буковина» № 118/117 сполученням Чернівці — Київ (наприкінці вересня 2021 року, через карстовий провал біля станції Мамалига, був змінений маршрут руху поїзда через станції Заліщики, Тернопіль, в складі поїзда курсував вагон безпересадкового сполучення Київ — Бухарест 1 раз на тиждень, з 18 жовтня 2021 року поїзд № 117/118 «Буковина» взагалі був скасований).

## Галерея

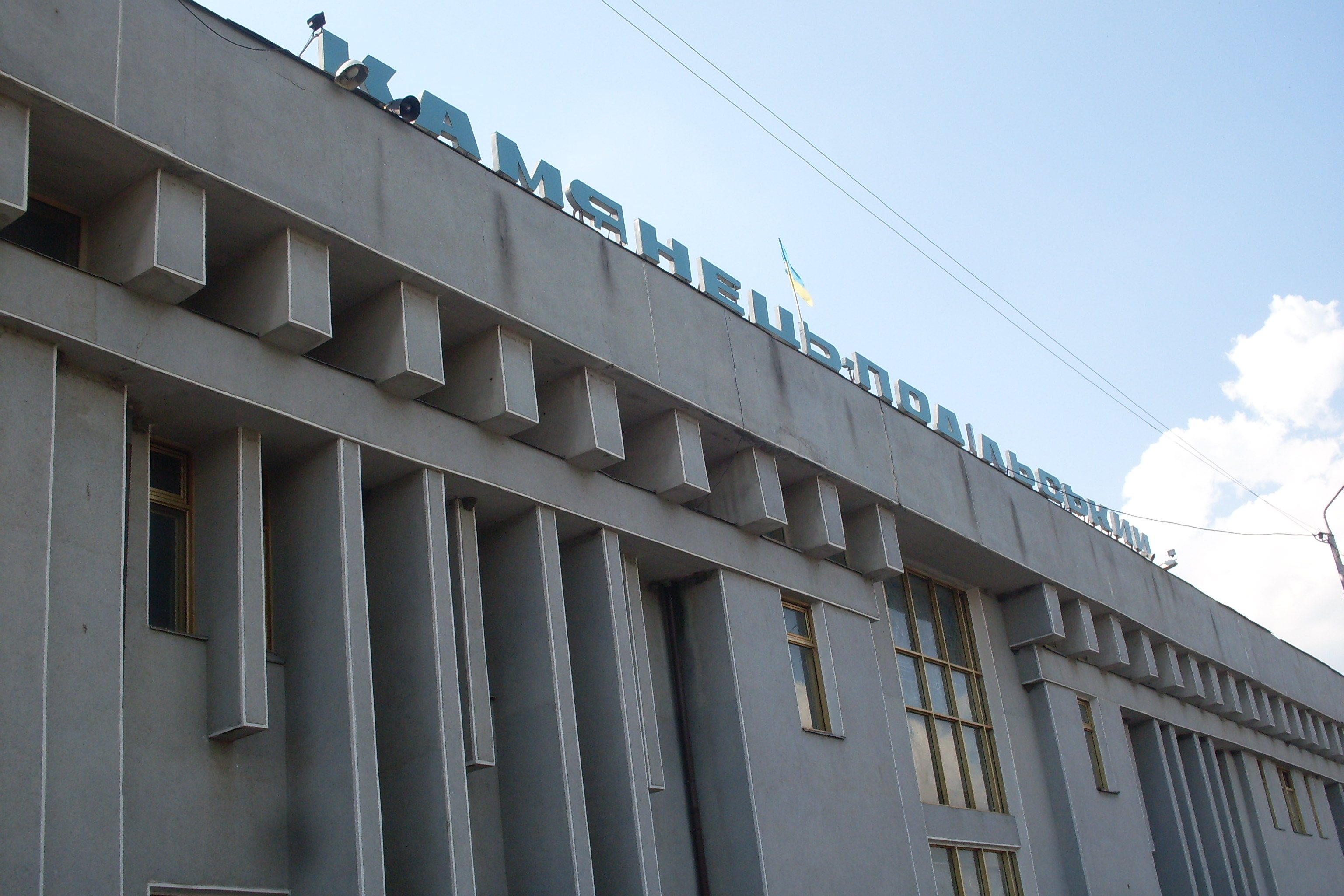
Залізничний вокзал
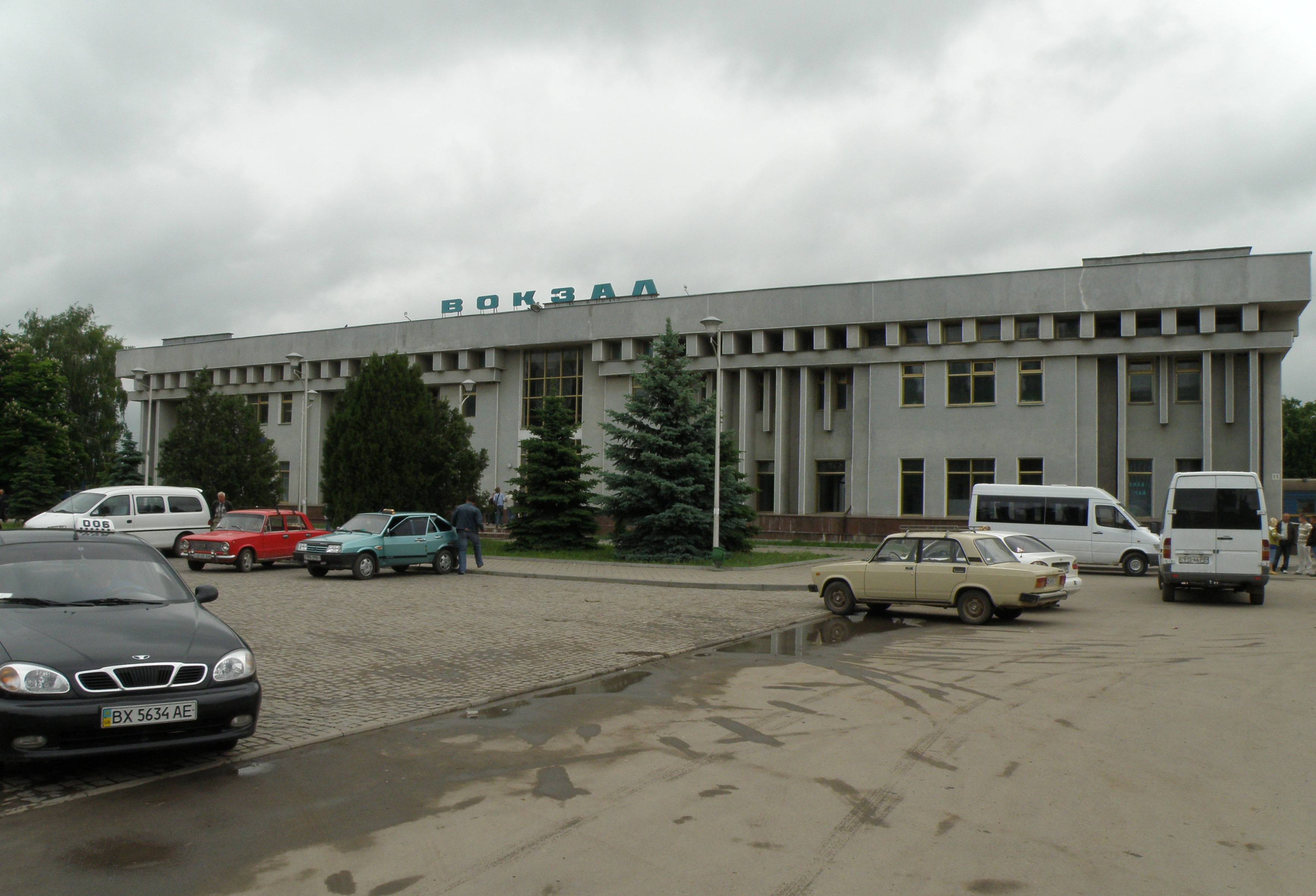
Привокзальна площа
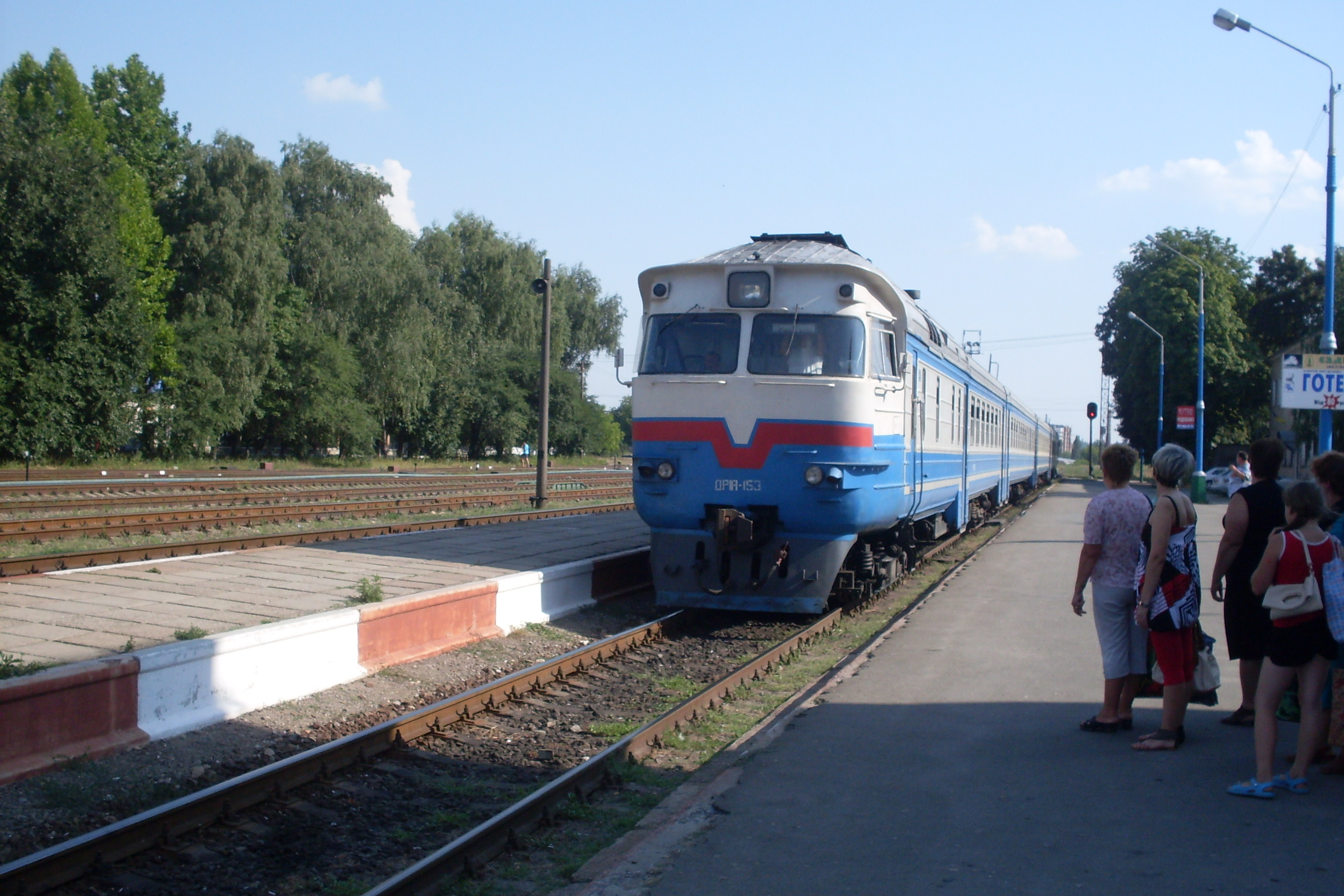
Дизель-поїзд на станції Кам'янець-Подільський
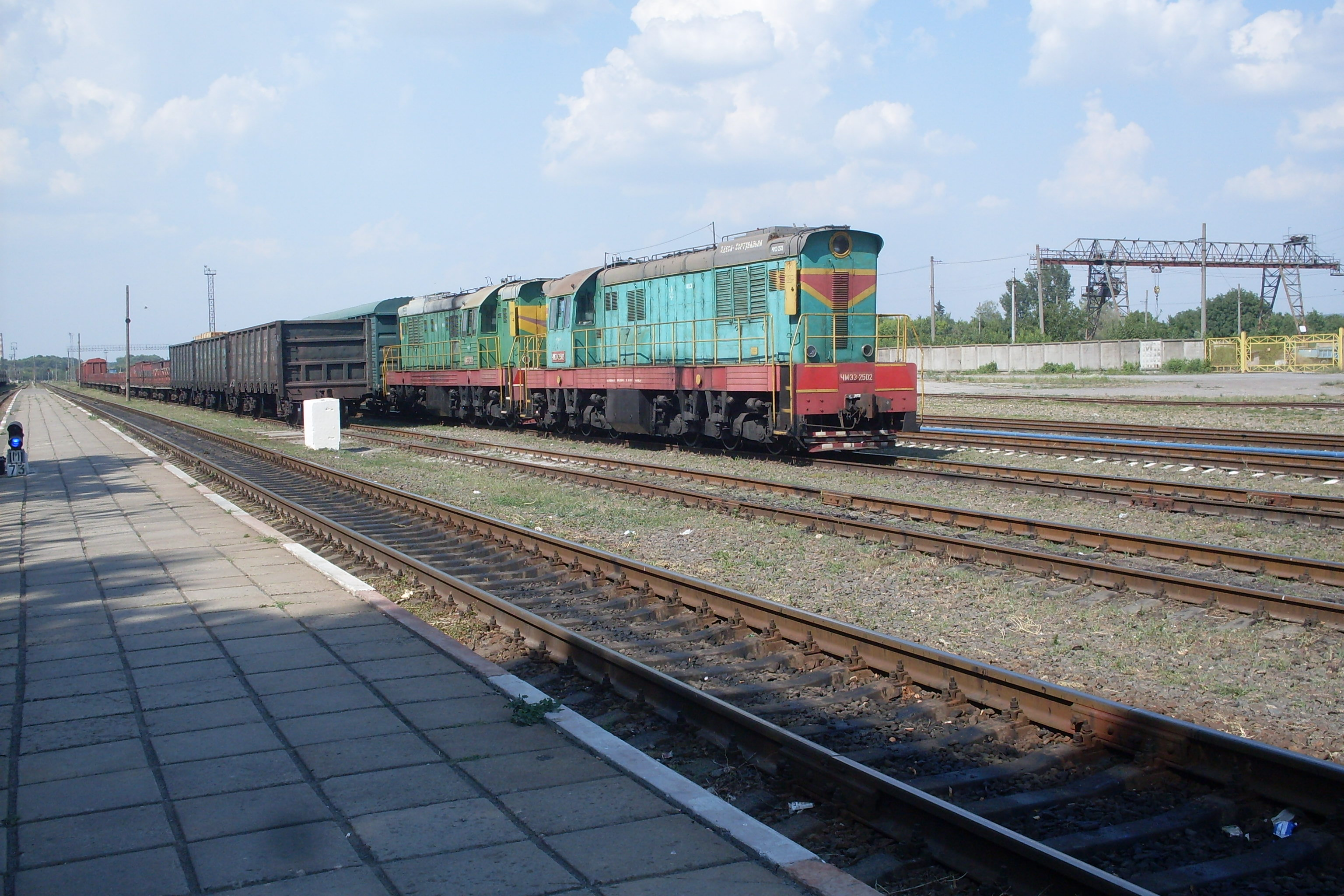
Вантажні поїзди на станції Кам'янець-Подільський
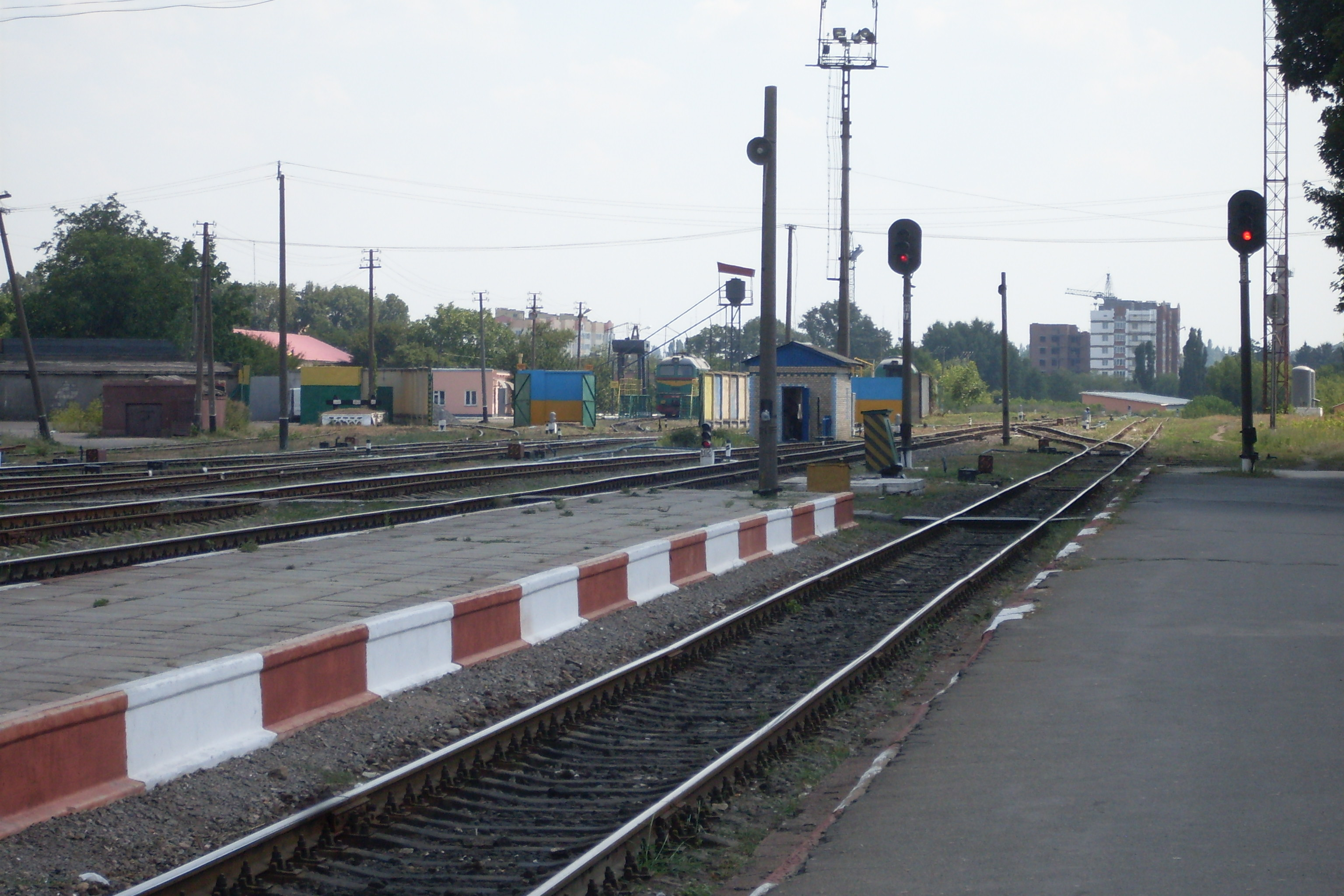
Платформи станції
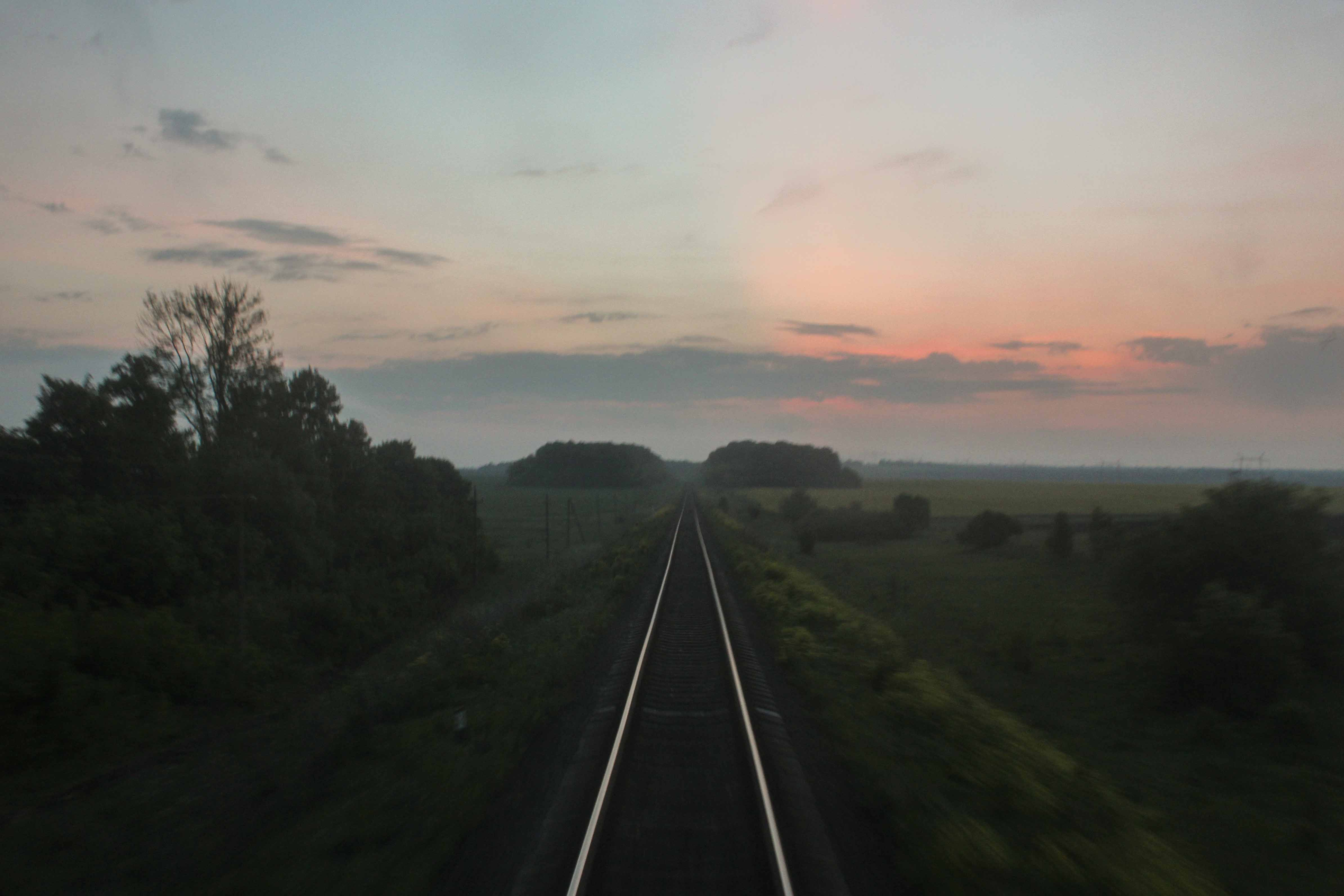
Залізниця у напрямку Кам'янця-Подільського
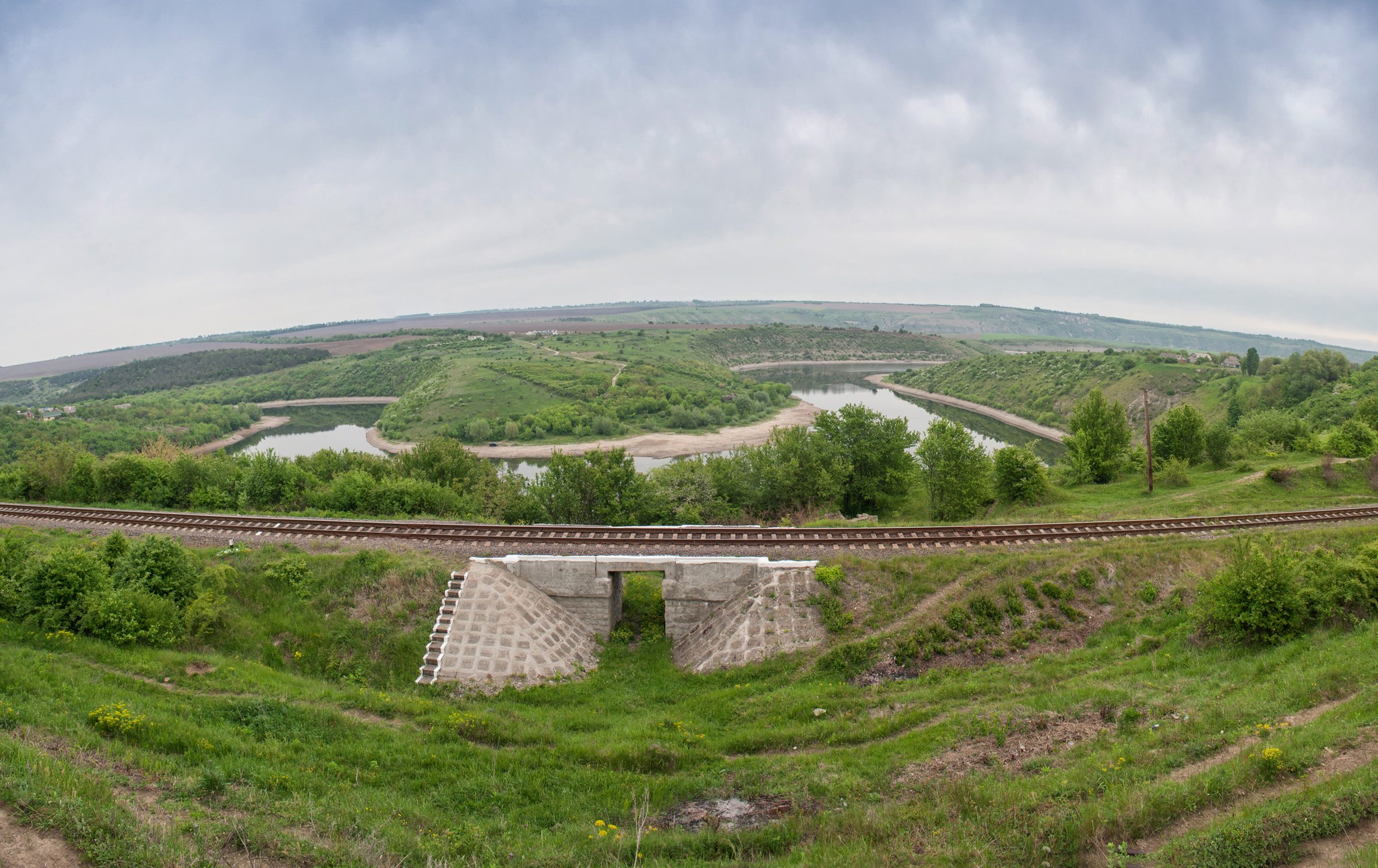
Залізниця поблизу села Велика Слобідка